# Eremopedes shrevei
Eremopedes shrevei är en insektsart som beskrevs av Tinkham 1944. Eremopedes shrevei ingår i släktet Eremopedes och familjen vårtbitare. Inga underarter finns listade i Catalogue of Life.